# Ахмедов, Дурсун Ахмед оглы
Дурсун Ахмед оглы Ахмедов (азерб. Dursun Əhməd oğlu Əhmədov; 10 мая 1929 года, село Качагани, Борчалинский район, Грузинская ССР — 18 января 1992 года, там же) — звеньевой колхоза «Социализм» Марнеульского района Грузинской ССР. Герой Социалистического Труда (1950).

## Биография
Родился в 1929 году в крестьянской семье в селе Качагани Борчалинского района Грузинской ССР. В 1941 году окончил среднюю школу в родном селе, после которой стал трудиться рядовым колхозником в колхозе «Социализм» Марнеульского района. В 1944 году назначен звеньевым полеводческого звена.
В 1949 году звено Дурсуна Ахмеда оглы Ахмедова добилась выдающихся трудовых показателей. Указом Президиума Верховного Совета СССР от 3 июля 1950 года «за получение высоких урожаев картофеля при выполнении совхозом плана сдачи государству сельскохозяйственных продуктов в 1949 году и обеспеченности семенами всех культур в размере полной потребности для весеннего сева 1950 года» удостоен звания Героя Социалистического Труда с вручением ордена Ленина и золотой медали «Серп и Молот».
Этим же указом званием Героя Социалистического Труда были награждены труженики колхоза «Социализм» табаководы Орудж Байрам оглы Байрамов и Имран Исмаил оглы Мамедов. 
8 июля 1950 года, через несколько дней после выхода указа, был призван в Советскую Армию и отправлен на срочную службу в Волковыск в состав 28-й танковой дивизии 6-й гвардейской танковой армии. Вручение медали «Серп и Молот» и Ордена Ленина состоялось в воинской части. Во время службы избирался депутатом Волковысского городского Совета народных депутатов (1950—1952).
В 1952 году возвратился в родное село, где трудился на местном государственном молочно-овощном комбинате.
Скончался 18 января 1992 года в Качагани.